# Gollenberg (Havelland)
Gollenberg ist eine amtsangehörige Gemeinde ohne namengebenden Hauptort im Nordwesten des Landkreises Havelland. Sie gehört zum Amt Rhinow. Seit September 2013 führt die Gemeinde auf Beschluss des Gemeinderates die Zusatzbezeichnung Lilienthal-Gemeinde, für die am 21. Oktober 2013 die offizielle Genehmigung durch das Innenministerium Brandenburg erfolgte und die damit auch auf Ortseingangsschildern angebracht werden darf.

## Geografie
Gollenberg liegt zwischen Friesack und Rhinow, 35 km nördlich von Brandenburg an der Havel und 45 km westlich der Berliner Stadtgrenze.

## Gemeindegliederung
Als Ortsteile der Gemeinde sind ausgewiesen:
- Schönholz-Neuwerder
- Stölln

Wohnplätze sind:
- Horst
- Neuwerder
- Ohnewitz
- Schönholz

## Geschichte

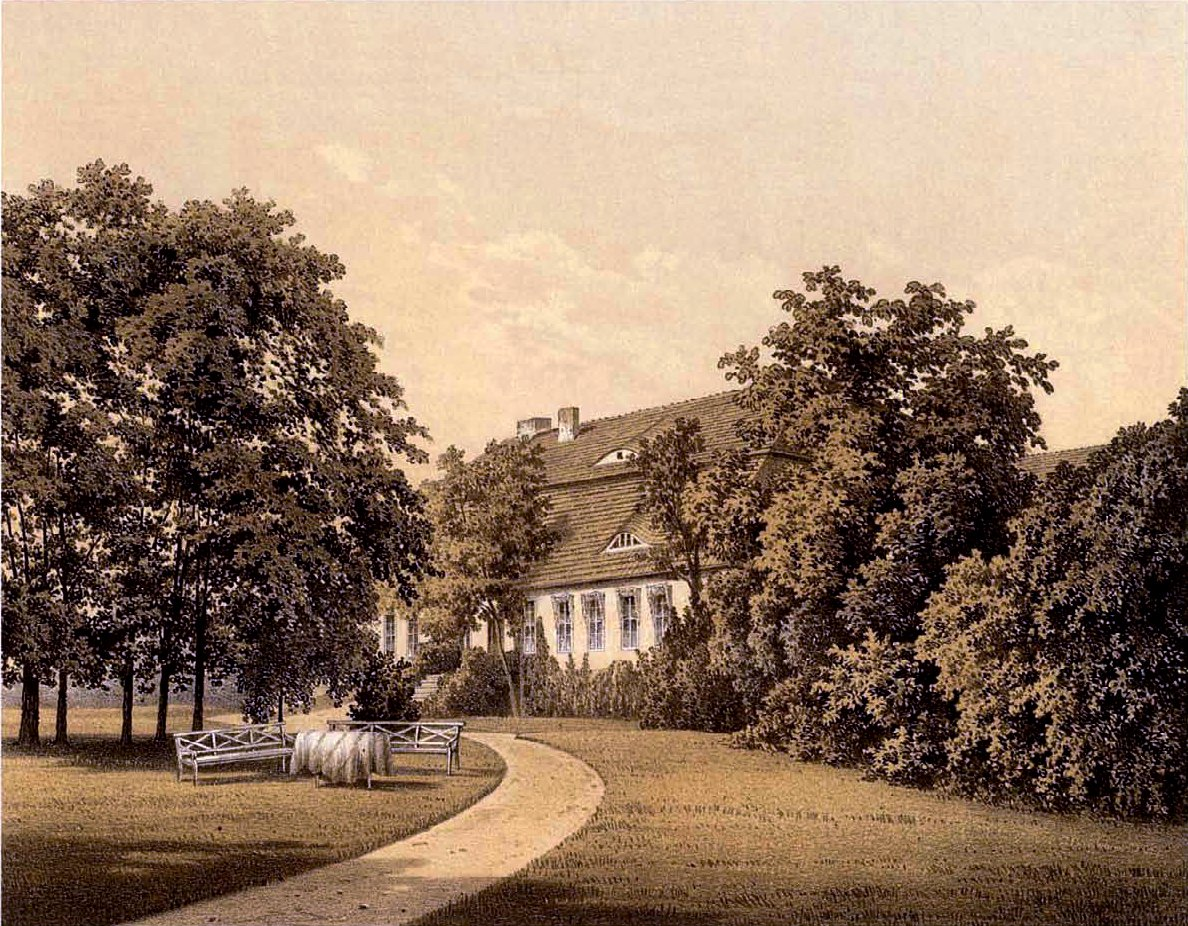
Ehemaliges Rittergut Stölln nach Sammlung Alexander Duncker 1881/1883

1441 kam fast das gesamte Ländchen Rhinow, darunter Stölln, für 500 Jahre in den Besitz der Familie von der Hagen als bischöflich havelbergische  Lehensnehmer. Zur Verteidigung ihrer Besitzungen erbauten sie mehrere feste Häuser und Burgen entlang der Havel. Das Adelsgeschlecht konnte ihre Begüterungen bis zur Bodenreform leiten.
Seit Ostern 1894 nutzte der Segelflugpionier Otto Lilienthal den Gollenberg regelmäßig als Ausgangspunkt für seine Erprobungsflüge. Auch nach seinem Absturz am 9. August 1896 blieb der Gollenberg stets beliebter Ausgangspunkt für Segel- und Motorflieger.
1936 wurde zu Füßen des Gollenbergs eine Segelflugschule errichtet, die u. a. auch von Charles Lindbergh besichtigt wurde. 1940 brannte das Gebäude der Segelflugschule nieder. Der Segelflugbetrieb und die Ausbildung von Segelfliegern wurden jedoch bis 1945 fortgesetzt.
Neuwerder und Stölln gehörten seit 1817 zum Kreis Westhavelland in der preußischen Provinz Brandenburg und ab 1952 zum Kreis Rathenow im DDR-Bezirk Potsdam. Seit 1993 liegen die Orte im brandenburgischen Landkreis Havelland.
Die Gemeinde Gollenberg entstand im Zuge der Brandenburger Gemeindegebietsreform am 31. Dezember 2002 aus einer Fusion der Gemeinden Schönholz-Neuwerder und Stölln. Namengebend war der zwischen den Ortsteilen Stölln und Neuwerder liegende Gollenberg. Er ist mit 109,2 Metern die höchste Erhebung im westlichen Havelland.

## Bevölkerungsentwicklung
| Jahr | Schönholz- Neuwerder | Stölln |      | Jahr | Gollenberg |
| ---- | -------------------- | ------ | ---- | ---- | ---------- |
| 1875 | 169                  | 413    | 2002 | 481  |            |
| 1910 | 126                  | 434    | 2005 | 472  |            |
| 1939 | 106                  | 272    | 2010 | 429  |            |
| 1946 | 381                  | 575    | 2015 | 408  |            |
| 1950 | 360                  | 544    | 2020 | 418  |            |
| 1971 | 242                  | 414    | 2021 | 410  |            |
| 1990 | 202                  | 325    | 2022 | 389  |            |
| 1995 | 185                  | 318    | 2023 | 395  |            |
| 2000 | 210                  | 295    | 2024 | 394  |            |
| 2001 | 209                  | 290    |      |      |            |

Gebietsstand des jeweiligen Jahres, Einwohnerzahl: Stand 31. Dezember (ab 1991). Ab 2011 auf Basis des Zensus 2011. Ab 2022 auf Basis Zensus 2022

## Politik

### Gemeindevertretung
Die Gemeindevertretung von Gollenberg besteht aus sieben Gemeindevertretern und dem ehrenamtlichen Bürgermeister. Die Kommunalwahl am 26. Mai 2019 führte zu folgendem Ergebnis:
| Partei | Stimmenanteil | Sitze |
| ------ | ------------- | ----- |
| FDP    | 83,9 %        | 7     |
| SPD    | 16,1 %        | 1     |

Die SPD erreichte bei der Wahl einen Sitz. Da sich zur Bürgermeisterwahl am 26. Mai 2019 kein Bewerber für das Amt des Bürgermeisters fand, wählte die Gemeindevertretung am 24. Juni 2019 aus ihrer Mitte Wolfgang Nitsche (SPD) zum ehrenamtlichen Bürgermeister. Dessen Sitz als Gemeindevertreter bleibt daher unbesetzt.
Ortsbeiräte gibt es in Schönholz-Neuwerder und Stölln.

### Bürgermeister
- 2003–2008: Bernd Dahlmann[11]
- 2008–2019: Iris Hoffmann (FDP)[12]
- 2019–2024: Wolfgang Nitsche (SPD)[13]
- seit 2024: Wolfgang Heinze (FDP)

Nitsche unterlag bei der Bürgermeisterwahl am 9. Juni 2024 dem FDP-Bewerber Heinze, der 67,4 % der gültigen Stimmen erreichte, und damit zum Bürgermeister für eine Amtszeit von fünf Jahren gewählt wurde.

## Sehenswürdigkeiten und Kultur
In der Liste der Baudenkmale in Gollenberg (Havelland) stehen die in der Denkmalliste des Landes Brandenburg eingetragenen Denkmäler.
Stölln war mit dem Fliegerpark und dem Lilienthal-Centrum einer der fünf Standorte der Bundesgartenschau 2015.

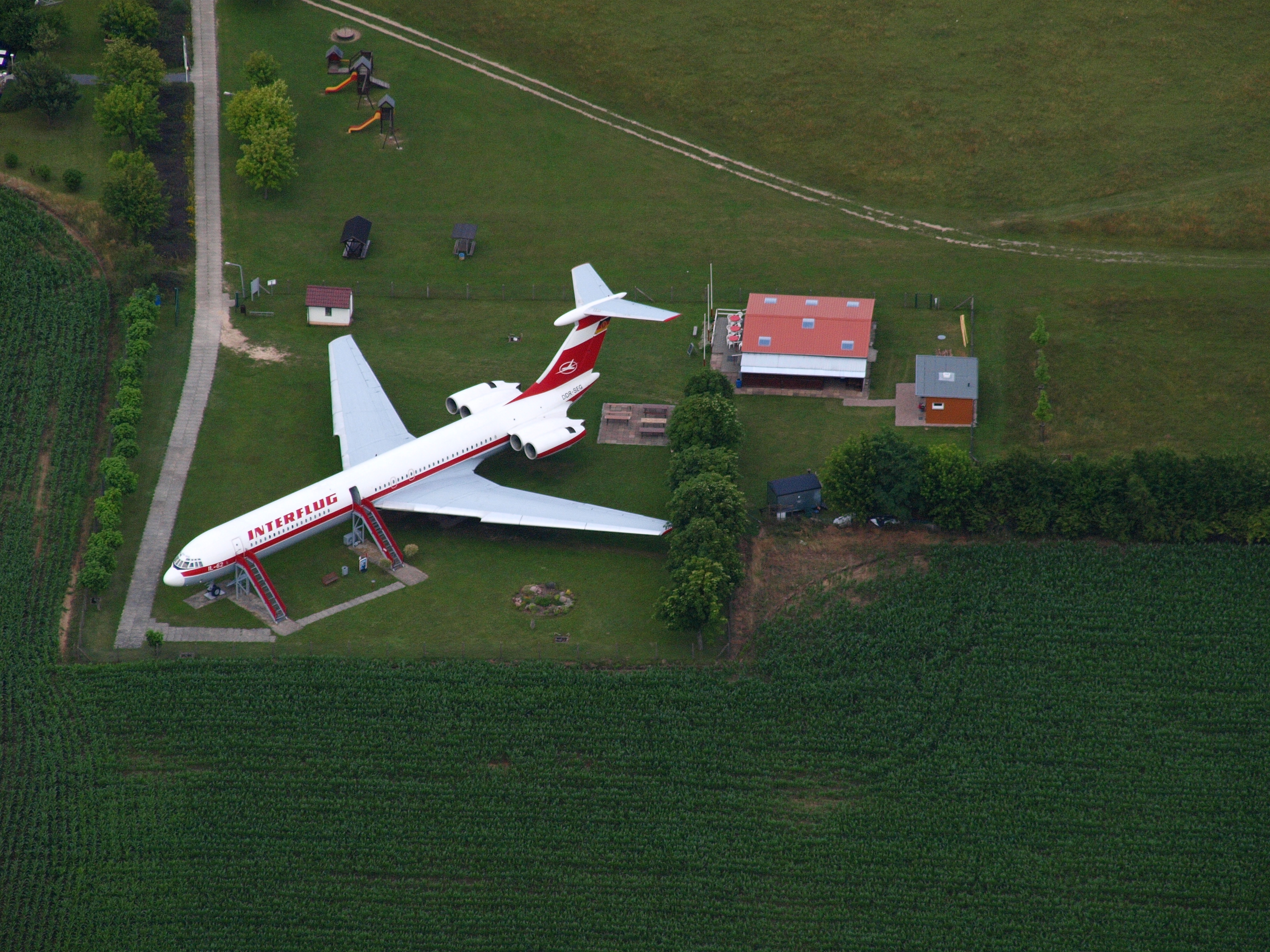
Flugplatz Stölln/Rhinow, Iljuschin Il-62

### Museum
Im Ortskern von Stölln wurde am 1. April 2011 in der renovierten Alten Brennerei das neue Lilienthal-Centrum eingeweiht und einen Tag später eröffnet. In diesem Centrum wird mit einer bühnenhaften Ausstellung auf einer Fläche von fast 500 m² über das Leben und Wirken Otto Lilienthals und über die Anfänge der Fliegerei berichtet.

### Flugplatz
Als besondere Attraktion befindet sich auf dem Stöllner Flugplatz eine nach Lilienthals Ehefrau „Lady Agnes“ getaufte Il 62 der Interflug. Der Pilot Heinz-Dieter Kallbach landete die Maschine gemeinsam mit dem Copiloten Peter Bley, dem Bordingenieur Ulli Müller und dem Navigator Rudolf Döge dort zu Ehren Otto Lilienthals im Oktober 1989. Diese erste geplante Landung eines Langstreckenjets auf einer nur 900 m langen Graspiste ging ins Guinness-Buch der Rekorde ein. In dem Flugzeug wird ein etwa 20-minütiger Film über die spektakuläre Landung gezeigt, ferner dient das Flugzeug auch als Standesamt.
Auf der Spitze des Gollenbergs befindet sich seit dem 14. September 2007 eine über vier Meter hohe Skulptur des Flugpioniers (Windharfe), die der Künstler Ernst Baumeister  (* 1956) geschaffen hat. Weitere Denkmäler erinnern an die Absturzstelle des Flugpioniers Lilienthal und an seinen Segelflugmechaniker Paul Beylich.
Der Flugsportverein „Otto Lilienthal“ Stölln/Rhinow e. V. setzt die Tradition der Sportfliegerei auf dem Flugplatz am Gollenberg fort. Der Luftsportlandesverband Brandenburg veranstaltete hier von 1997 bis 2006 jährlich das Jugendvergleichsfliegen, das als Qualifikation für den Bundesausscheid nötig ist. 2007 fand dieser Bundesausscheid, das Bundesjugendvergleichsfliegen, auf dem Stöllner Flugplatz statt. 2009 wurde die Brandenburgische Landesmeisterschaft, 2011 ein Qualifikationswettbewerb für die Deutsche Juniorenmeisterschaft und 2012, das Highlight der Vereinsgeschichte, die Deutsche Juniorenmeisterschaft im Streckensegelflug vom FSV Stölln/Rhinow ausgetragen.

### Regelmäßige Veranstaltungen
Auf dem Flugplatz findet seit 2005 jedes Jahr im Juli das Goa-Festival Antaris statt. 2015 nahmen 14.000 Besucher daran teil. Bereits vor 2005 existierte dort das ähnliche Shiva-Moon-Festival.
Im Ortsteil Gollenberg-Stölln findet jedes Jahr am ersten Augustwochenende das Lilienthalfest statt.

### Naturschutz
Der im Naturpark Westhavelland gelegene Gollenberg steht mit einer Fläche von 58,14 Hektar seit 1996 unter Naturschutz. Als Schutzzweck wird insbesondere der Standort seltener und bedrohter Pflanzengesellschaften, Nachtfalter, Kleinvögel und Reptilien genannt. Eine weitere besondere Eigenart ist die eiszeitlich geprägte Moränenabbruchkante.

## Verkehr
Gollenberg liegt an der Landesstraße L 17 zwischen Rhinow und Friesack. Die nächste Autobahnanschlussstelle ist Neuruppin an der A 24 Hamburg–Berlin. Sie ist etwa 40 km entfernt.
In jeweils 15 km Entfernung liegen die Bahnhöfe Neustadt (Dosse) und Friesack(Mark) an der Bahnstrecke Berlin–Hamburg. Sie werden von der Regionalexpresslinie RE 8 Wismar–Berlin–Bahnhof Flughafen BER bedient.
Der Linienbus 687 der Havelbus-Verkehrsgesellschaft verkehrt zwischen Friesack (Mark) und Rathenow.
Der Flugplatz Stölln/Rhinow hat regelmäßigen Flugbetrieb am Wochenende von Anfang April bis Ende Oktober. Als Sonderlandeplatz ist ein Anfliegen des Platzes auf Anfrage auch unter der Woche möglich.

## Persönlichkeiten
- Otto Lilienthal (1848–1896), Segelflugpionier
- Otto Bittelmann (1911–2000), Landwirt und Politiker (CDU), in Schönholz geboren